# Hrvatski Nogometni Klub Slaven Trogir
Il Hrvatski Nogometni Klub Slaven Trogir ("Associazione calcistica croata Slaven Traù"), meglio noto come Slaven Trogir, è una squadra di calcio di Traù, in Croazia.

## Storia
Lo Sportski klub Trogir è stato fondato nel 1912, ed il primo presidente Ante Madirazza.
A partire dal 1930, la denominazione del club fu modificata in Slaven Trogir, fintanto che con la dissoluzione dell'ex Jugoslavia ci fu un nuovo cambiamento di nome fino all'attuale HNK Trogir.
Nel 2009 il club ha cessato l'attività per motivi economici ed è stato rifondato direttamente dai tifosi.
Il 24 giugno 2022 il club cambia nuovamente denominazione diventando così Hrvatski Nogometni Klub Slaven Trogir.

## Strutture
Lo stadio del Trogir è l'Igralište Batarija. È costituito da una tribuna di circa 1.000 posti, ed è in parte circondato dal mare. Presenta la particolarità di essere posto tra due monumenti protetti, come il castello del Camerlengo e la torre di San Marco.

## Calciatori
I seguenti giocatori che hanno militato nel Trogir hanno giocato anche con le rispettive nazionali:
- Igor Tudor
- Milan Rapaić
- Vedran Runje
- Ivan Katalinić
- Ivan Leko
- Nenad Pralija
- Vedran Rožić
- Vojin Božović
- Zvonimir Požega
- Ivica Huljev
- Anthony Tokpah